# Conus bruguieri
Conus bruguieri is een in zee levende slakkensoort uit het geslacht Conus. De slak behoort tot de familie Conidae. Conus bruguieri werd in 1848 beschreven door Kiener. Net zoals alle soorten binnen het geslacht Conus zijn deze slakken roofzuchtig en giftig. Zij bezitten een harpoenachtige structuur waarmee ze hun prooi kunnen steken en verlammen.